# The Amityville Terror
The Amityville Terror (bra Amityville - O Terror) é um filme de terror estadunidense de 2016, dirigido por Michael Angelo, com roteiro de Amanda Barton baseado no romance The Amityville Horror, de Jay Anson.

## Sinopse
O casal Jessica e Todd Jacobson mudam-se para uma casa mal-assombrada em Amityville levando a filha adolescente Hailey e a tia Shae, que comprara a casa. Hailey faz amizade com uma vizinha, Brett, e começa a ser intimidada pelos colegas.

## Elenco
- Nicole Tompkins como Hailey
- Kaiwi Lyman-Mersereau como Todd
- Kim Nielsen como Jessica
- Amanda Barton como Shae
- Trevor Stines como Brett
- Christy St. John como Theresa
- Tonya Kay como Dalila
- Bobby Emprechtinger como Mike
- Lai-Ling Bernstein como Jenny
- Klaudia Kaye como Karen
- Korey Knecht como Hank
- Sarah Lieving como a Sra. Taylor
- Cher Hubsher como Sally
- Priscilla Emprechtinger como Claire
- Jocelyn Saenz como Faith